# Un'ora con... (Nino D'Angelo)
Un'ora con... è un album discografico di Nino D'Angelo del 2012 e riprende vecchi brani.

## Tracce
1. Nennè
2. Nu Jeans E Na Maglietta
3. Inseparabili
4. Nun Te Pozzo Perdere
5. 'A Discoteca
6. Reginella
7. Dint E Mmane
8. Musica
9. Teng 'O Sole
10. Nu Poco 'E Te
11. Amo L'Estate
12. Fravulella
13. Chicco Di Caffè
14. Tu Vuò Fa L'Americano